# Семездин Мехмединовић
Семездин Мехмединовић (Кисељак, 1960) босанскохерцеговачки је песник.

## Биографија
Семездин Мехмединовић је рођен 1960. године у Кисељаку код Тузле. На Универзитету у Сарајеву је дипломирао компаративну књижевност и библиотекарство. У периоду 1986—89. године уређивао је часопис Лица и омладинске новине Валтер, а 1991. године основао часопис Фантом слободе. Аутор је и документарно-играног филма Мизалдо или крај театра из 1994. године. Филм је исте године приказан на филмском фестивалу у Берлину, а на филмском фестивалу у Риму добио је наредне, 1995, године прву награду публике и критике.

## Дела
- Модрац (збирка песама, 1984)[1]
- Емигрант (збирка песама, 1990)[2]
- Девет Александрија (2002)[3]
- (збирка приповедака, 2004)[4]
- (мејл преписка са Миљенком Јерговићем у периоду 2008—9. године; 2009)[5]